# Алонсо Энрикес де Гусман
Алонсо Энрикес де Гусман (исп. Alonso Enríquez de Guzmán; 9 июня 1631 или 8 июня 1631, Велес-Малага, Андалусия — 30 июля 1692, Малага, Андалусия) — испанский священнослужитель и незаконнорожденный сын короля Испании Филиппа IV, епископ Осмы (1661—1664), Пласенсии (январь 1664—сентябрь 1664) и Малаги (сентябрь 1664—1692). В монашестве носил имя Алонсо де Санто-Томас.

## Биография
Родился 9 июня 1631 года в Велес-Малаге; был внебрачным сыном короля Испании Филиппа IV, матерью его была фрейлина королевы Изабеллы Констанца де-Рибера-и-Ороско. Рано потеряв мать, воспитывался родственниками, среди которых был епископ Малаги и вице-король Арагона.
В возрасте 17 лет принял решение вступить в Доминиканский орден. Проходил обучение в ряде городов Андалузии и закончив обучение, он стал настоятелем своего монастыря в 1656 году, а в 1658 году получил должность провинциала Андалусии. 
В 1661 году был назначен епископом Осмы в этой должности он был до января 1664 года, когда стал епископом Пласенсии. В сентябре 1664 года был назначен епископом Малаги. Эту должность он занимал до самой своей смерти.
В 1677 году помог городу Орану, пострадавшему от чумы, а в 1680 году помог в восстановлении Малаги, пострадавшей от землетрясения.
Осуждал деятельность и методы работы испанской инквизиции в письмах Великому Инквизитору и духовнику королевы, также был известен как защитник художников и скульпторов. Автор трудов, среди которых наиболее известна «Католическая Кверимония» (1686).
Умер 30 июля 1692 года в Малаге и был похоронен в Монастырской церкви Санто-Доминго, в его честь названа одна из улиц в Малаге.